# Степанов, Владимир Иванович (Герой Социалистического Труда)
Владимир Иванович Степанов  (2 августа 1922 года — 20 октября 1987 года) — участник Великой Отечественной войны, бригадир колхоза имени Ленина Тираспольского района Молдавской ССР Герой Социалистического Труда (15.02.1957).

## Биография
Родился 2 августа 1922 года в селе Парканы Тираспольского уезда Херсонской губернии, ныне Слободзейский район непризнанной Приднестровской Молдавской Республики. Из крестьянской семьи, младший из четырёх братьев. Болгарин.
Свою трудовую деятельность начал в родном селе рядовым колхозником колхоза имени Ленина Слободзейского района Молдавской АССР (с 1940 года — Молдавской ССР). С 1938 года возглавлял одну из виноградарских бригад.
В 1941—1944 годах пережил румынско-немецкую оккупацию.
Сразу после освобождения республики в апреле 1944 года мобилизован в Красную Армию. Участник Великой Отечественной войны. Служил химиком 6-й отдельной гвардейской роты химзащиты в составе 10-й гвардейской воздушно-десантной Криворожской Краснознамённой дивизии. В августе 1944 года принял участие в Ясско-Кишинёвской операции на 3-м Украинском фронте. В ходе прорыва обороны немецко-румынских войск и форсировании реки Днестр гвардии рядовой Степанов под пулемётным и миномётным огнём противника своевременно обеспечил дымовую завесу над переправой и впереди боевых подразделений пехоты, чем свёл к минимуму потери в стрелковых подразделениях. За этот подвиг был награждён медалью «За отвагу».
В 1945 году вместе с дивизией принял участие в Кишинёвско-Измаильской наступательной операции, Балатонской оборонительной операции, Венской стратегическая наступательной операции и Надьканижско-Кёрмендской наступательной операции.
Войну закончил в Болгарии.
Демобилизовавшись из армии, вернулся в своё село. В конце 1951 года был назначен бригадиром вновь созданной комсомольско-молодёжной бригады колхоза имени Ленина. За бригадой закрепили 82 гектара земли под посадку винограда. Молодёжь с энтузиазмом взялась за посадку виноградных саженцев. Много энергии в организацию и укрепление труда в бригаде было вложено бригадиром. Коллектив внимательно изучал достижения науки и передовой опыт, использовал шпалерный метод выращивания винограда, организовал заботливый уход за плантациями. Это принесло свои плоды. Уже в 1954 году с ранее посаженного 21 гектара виноградников был получен первый урожай винограда по 40 центнеров с гектара, в 1955 году — по 93 центнера. В 1956 году урожай был ещё выше: по 140 центнеров ягод с гектара на площади 24 гектара.
Указом Президиума Верховного Совета СССР от 15 февраля 1957 года за выдающиеся успехи, достигнутые в деле подъёма всех отраслей сельского хозяйства, широкое применение достижений науки и передового опыта в сельскохозяйственном производстве, получение высоких урожаев сельскохозяйственных культур и повышение продуктивности общественного животноводства Степанову Владимиру Ивановичу присвоено звание Героя Социалистического Труда с вручением ордена Ленина и золотой медали «Серп и Молот».
Член КПСС, избирался делегатом XI съезда Компартии Молдавии, депутатом местных Советов депутатов трудящихся.
Продолжал трудиться в колхозе имени Ленина  до выхода на заслуженный отдых. Здесь же работали и двое его детей, получившие высшее образование, причём сын избирался председателем колхоза.
Жил в селе Парканы Слободзейского района.
Умер 20 октября 1987 года. Похоронен на Парканском сельском кладбище Слободзейский район ныне непризнанной Приднестровской Молдавской Республики .

## Награды
- золотая медаль «Серп и Молот» (15.02.1957)
- орден Ленина (15.02.1957)
- орден Отечественной войны II степени (11.03.1985)
- медаль «За отвагу» (15.09.1944)
- медаль «В ознаменование 100-летия со дня рождения Владимира Ильича Ленина» (6 апреля 1970)
- медаль «За трудовое отличие»
- медаль «Ветеран труда»
- медали ВДНХ СССР

## Память
- На могиле установлен надгробный памятник